# Kite (miejscowość)
Kite – miasto w Stanach Zjednoczonych, w stanie Georgia, w hrabstwie Johnson.